# نتائج منتخب السعودية لكرة القدم 2006
فيما يلي موجز لنتائج منتخب السعودية لكرة القدم لعام 2006.

## المنتخب الأول لكرة القدم

### المباريات الودية
| مباراة ودية 18 يناير 2006 | السعودية              | 1–1   | السويد            | الرياض، السعودية                                                                                           |
| 20:10 (ت ع م+03:00)       | محمد أمين الغامدي 71' | تقرير | أندرس سفينسون 33' | الملعب: ملعب الأمير فيصل بن فهد الحضور: 3,000 الحكم: عبد الرحمن العمري (الاتحاد العربي السعودي لكرة القدم) |

| كأس إل جي 21 يناير 2006 | السعودية         | 1–1   | فنلندا    | الرياض، السعودية                                                                                 |
| 20:10 (ت ع م+03:00)     | محمد الشلهوب 58' | تقرير | Roiha 87' | الملعب: ملعب الأمير فيصل بن فهد الحضور: 3,000 الحكم: Naser Al Enezi (الاتحاد الكويتي لكرة القدم) |

| كأس إل جي 25 يناير 2006 | السعودية      | 1–1   | اليونان                        | الرياض، السعودية                                                                                |
| 20:10 (ت ع م+03:00)     | خالد عزيز 89' | تقرير | ثيودوروس زاغوراكيس 59' (ركلة.) | الملعب: ملعب الأمير فيصل بن فهد الحضور: 2,900 الحكم: عبد الله بليدة (الاتحاد القطري لكرة القدم) |

| مباراة ودية 27 يناير 2006 | السعودية          | 1–2   | لبنان                              | الرياض، السعودية                                                                                         |
| 19:30 (ت ع م+03:00)       | عيسى المحياني 43' | تقرير | محمد غدار 19' · علي ناصر الدين 85' | الملعب: Prince Faisal bin Fahad Stadium الحكم: Abdulrahman Al-Jarwan (الاتحاد العربي السعودي لكرة القدم) |

| مباراة ودية 14 فبراير 2006 | السعودية          | 1–1   | سوريا                   | جدة، السعودية                                                                                 |
| 16:20 (ت ع م+03:00)        | ياسر القحطاني 40' | تقرير | حمد المنتشري 45' (ه.ذ.) | الملعب: استاد الأمير عبد الله الفيصل الحكم: Ali Al-Mutlaq (الاتحاد العربي السعودي لكرة القدم) |

| مباراة ودية 1 مارس 2006 | البرتغال                               | 3–0   | السعودية | دوسلدورف، ألمانيا                                                                   |
| 20:45 (ت ع م+02:00)     | كريستيانو رونالدو 30'، 86' · مانيش 45' | تقرير |          | الملعب: إسبريت أرينا الحضور: 8,340 الحكم: فولفغانغ شتارك (اتحاد ألمانيا لكرة القدم) |

| مباراة ودية 15 مارس 2006 | السعودية                           | 2–2   | العراق                                             | جدة، السعودية                                                                                    |
| 20:30 (ت ع م+03:00)      | نواف التمياط 18' · سامي الجابر 59' | تقرير | محمد ناصر (لاعب كرة قدم) 28' · حيدر عبد الأمير 90' | الملعب: استاد الأمير عبد الله الفيصل الحكم: Nasser Al-Hamdan (الاتحاد العربي السعودي لكرة القدم) |

| مباراة ودية 28 مارس 2006 | السعودية    | 1–2   | بولندا        | الرياض، السعودية                                                                                       |
| 20:30 (ت ع م+03:00)      | رضا تكر 27' | تقرير | Sosin 7'، 63' | الملعب: ملعب الأمير فيصل بن فهد الحضور: 2,000 الحكم: Ali Al Mutlaq (الاتحاد العربي السعودي لكرة القدم) |

| مباراة ودية 11 مايو 2006 | بلجيكا                              | 2–1   | السعودية             | سيتارد، هولندا                                                                                    |
| 20:15 (ت ع م+02:00)      | توم كالوي 3' · أنتوني فاندن بور 55' | تقرير | بارت غوور 31' (ه.ذ.) | الملعب: ملعب فورتونا سيتارد الحضور: 3,283 الحكم: Ruud Bossen (الاتحاد الملكي الهولندي لكرة القدم) |

| مباراة ودية 14 مايو 2006 | السعودية      | 1–0   | توغو | سيتارد، هولندا              |
| 16:00 (ت ع م+02:00)      | مالك معاذ 85' | تقرير |      | الملعب: ملعب فورتونا سيتارد |

| مباراة ودية 26 مايو 2006 | جمهورية التشيك                                  | 2–0   | السعودية | إنسبروك، النمسا                                                                         |
| 18:00 (ت ع م+02:00)      | ميلان باروش 15' · ماريك يانكولوفسكي 90' (ركلة.) | تقرير |          | الملعب: ملعب تيفولي الجديد الحضور: 4,000 الحكم: توماس آينفالر (اتحاد النمسا لكرة القدم) |

| مباراة ودية 31 مايو 2006 | تركيا    | 1–0   | السعودية | أوفنباخ أم ماين، ألمانيا                                                                           |
| 18:00 (ت ع م+02:00)      | Ateş 59' | تقرير |          | الملعب: Stadion am Bieberer Berg الحضور: 12,000 الحكم: Helmut Fleischer (اتحاد ألمانيا لكرة القدم) |

| مباراة ودية 9 أغسطس 2006 | السعودية          | 1–0   | البحرين | الدمام، السعودية                                                                            |
| 20:30 (ت ع م+03:00)      | ياسر القحطاني 17' | تقرير |         | الملعب: ملعب الأمير محمد بن فهد الحكم: Khalil Al-Ghamdi (الاتحاد العربي السعودي لكرة القدم) |

| مباراة ودية 27 أغسطس 2006 | السعودية     | 1–0   | الإمارات العربية المتحدة | جدة، السعودية                                                                                 |
| 21:00 (ت ع م+03:00)       | صالح بشير 9' | تقرير |                          | الملعب: استاد الأمير عبد الله الفيصل الحكم: Ali Al-Mutlaq (الاتحاد العربي السعودي لكرة القدم) |

| مباراة ودية 8 نوفمبر 2006 | السعودية              | 2–1   | الأردن          | الرياض، السعودية                                                                            |
| 19:45 (ت ع م+03:00)       | أحمد الصويلح 74'، 90' | تقرير | حسونة الشيخ 31' | الملعب: ملعب الأمير فيصل بن فهد الحكم: Daffer Al-Shehri (الاتحاد العربي السعودي لكرة القدم) |

### تصفيات كأس آسيا 2007
| تصفيات كأس آسيا 2007 22 فبراير 2006 | اليمن | 0–4   | السعودية                                      | صنعاء، اليمن                                                                                   |
| 16:00 (ت ع م+03:00)                 |       | تقرير | Al Sawailh 14'، 89' · محمد الشلهوب 77'، 90+2' | الملعب: ملعب مدينة الثورة الرياضية الحضور: 55,000 الحكم: سعد كميل (الاتحاد الكويتي لكرة القدم) |

| تصفيات كأس آسيا 2007 16 أغسطس 2006 | الهند | 0–3   | السعودية                   | كلكتا، الهند                                                                          |
| 15:00 (ت ع م+05:30)                |       | تقرير | ياسر القحطاني 2'، 19'، 50' | الملعب: ملعب سالت ليك الحضور: 10,000 الحكم: Satop Tongkhan (اتحاد تايلاند لكرة القدم) |

| تصفيات كأس آسيا 2007 3 سبتمبر 2006 | السعودية      | 1–0   | اليابان | جدة، السعودية                                                                                        |
| 20:30 (ت ع م+03:00)                | صالح بشير 73' | تقرير |         | الملعب: استاد الأمير عبد الله الفيصل الحضور: 15,000 الحكم: شامسول مايدين (اتحاد سنغافورة لكرة القدم) |

| تصفيات كأس آسيا 2007 6 سبتمبر 2006 | السعودية                                                                                            | 7–1   | الهند     | جدة، السعودية |
| 20:30 (ت ع م+03:00)                | صالح بشير 30'، 46' · عيسى المحياني 33' · محمد أمين ديدي 57' · Al Hagbani 61' · Al Suwaileh 78'، 86' | تقرير | Manju 22' | الملعب: استاد الأمير عبد الله الفيصل الحضور: 3,000 الحكم: Mohamed Omar Al Saeedi (اتحاد الإمارات العربية المتحدة لكرة القدم) |

| تصفيات كأس آسيا 2007 11 أكتوبر 2006 | السعودية                                                                           | 5–0   | اليمن | جدة، السعودية                                                                                               |
| 22:15 (ت ع م+03:00)                 | صالح بشير 22' · محمد أمين ديدي 27' · حسن معاذ فلاته 65' · عيسى المحياني 68'، 90+2' | تقرير |       | الملعب: استاد الأمير عبد الله الفيصل الحضور: 1,500 الحكم: Ala Abdul Kadir Nema (الاتحاد العراقي لكرة القدم) |

| تصفيات كأس آسيا 2007 15 نوفمبر 2006 | اليابان                                          | 3–1   | السعودية                  | سابورو، اليابان                                                                |
| 19:00 (ت ع م+09:00)                 | ماركوس توليو تاناكا 20' · كازوكي غاناها 29'، 49' | تقرير | ياسر القحطاني 33' (ركلة.) | الملعب: قبة سابورو الحضور: 40,965 الحكم: مارك شيلد (اتحاد أستراليا لكرة القدم) |

### كأس العالم 2006
| كأس العالم 2006 - المجموعة الثامنة 14 يونيو 2006 | تونس                                   | 2–2   | السعودية                            | ميونخ، ألمانيا                                                                   |
| 18:00 (ت ع م+02:00)                              | زياد الجزيري 23' · راضي الجعايدي 90+2' | تقرير | ياسر القحطاني 57' · سامي الجابر 84' | الملعب: أليانز أرينا الحضور: 66,000 الحكم: مارك شيلد (اتحاد أستراليا لكرة القدم) |

| كأس العالم 2006 - المجموعة الثامنة 19 يونيو 2006 | السعودية | 0–4   | أوكرانيا                                                                          | هامبورغ، ألمانيا                                                                       |
| 18:00 (ت ع م+02:00)                              |          | تقرير | أندريه روسول 4' · سيرجي ريبروف 36' · أندري شيفتشينكو 46' · ماكسيم كالينيتشنكو 84' | الملعب: ملعب فولكسبارك الحضور: 50,000 الحكم: غراهام بول (الاتحاد الإنجليزي لكرة القدم) |

| كأس العالم 2006 - المجموعة الثامنة 23 يونيو 2006 | السعودية | 0–1   | إسبانيا     | كايسرسلاوترن، ألمانيا                                                             |
| 16:00 (ت ع م+02:00)                              |          | تقرير | خوانيتو 36' | الملعب: ملعب فريتز والتر الحضور: 46,000 الحكم: كوفي كودجا (اتحاد بنين لكرة القدم) |